# Děkabristé

Děkabristé na Senátním náměstí

Děkabristé byli důstojníci petrohradských pluků usilující o změnu režimu v Rusku z despotismu na konstituční formu vlády.

## Historie
Dne 26. prosince (podle juliánského kalendáře 14. prosince) (odtud jejich název – prosinec je rusky декабрь [děkabr]) roku 1825 se na Senátním náměstí v Petrohradě shromáždili mladí šlechtici a důstojníci. Car Alexandr I. zemřel a právě tento den měli novému carovi Mikuláši I. složit přísahu, což odmítli. Děkabristé měli v úmyslu zmocnit se s pomocí vojenského spiknutí vlády nad zemí, sesadit cara a přeměnit Rusko na konstituční monarchii či dokonce republiku. Vůdci povstání byli obdivovatelé Francouzské revoluce a jejich ideologický vůdce, plukovník Pavel Pestěl, dokonce otevřeně prosazoval vyvraždění celé carské rodiny včetně žen a dětí. Mnoho řadových vojáků však nemělo tušení o radikálních cílech a politických ambicích svých velitelů a domnívali se, že jde jen o podporu nároků velkovévody Konstantina Pavloviče na ruský trůn v dynastickém sporu.
Car Mikuláš I. se třikrát pokoušel s povstalci vyjednávat, ale ti jakékoli tyto pokusy odmítali a odpovídali na ně palbou, přičemž zastřelili hrdinu napoleonských válek hraběte Miloradoviče. Po selhání pokusů o vyjednávání carská vláda potlačila vzpouru silou. Povstalci nebyli příliš dobře organizováni – velitel povstání kníže Trubeckoj se nedostavil. Nenašli ani spojence v jiných městech, a proto měl tento pokus jen malou naději na úspěch. Povstání bylo proto potlačeno, z jeho vůdců bylo pět popraveno, další byli posláni do vyhnanství na Sibiř a zbaveni svých důstojnických hodností. 
Na řadové povstalce čekal obávaný „běh uličkou“ podél řady asi tisíce[zdroj?] vojáků, kteří je švihali železnými pruty.